# Hadi Norouzi
Pour les articles homonymes, voir Norouzi.
Hadi Norouzi (en persan : هادی نوروزی), né le 19 juillet 1985 à Babol (Iran), et mort le 1er octobre 2015 à Téhéran d'un infarctus du myocarde, est un footballeur international iranien.

## Biographie
Il dispute un total de 23 matchs en Ligue des champions d'Asie. Lors de cette compétition, il inscrit un but face au club émirati de Sharjah en 2009, puis un autre face au club qatarien de Lekhwiya en 2015.
Il reçoit un total de huit sélections en équipe d'Iran entre 2008 et 2011, sans inscrire de but.

## Palmarès
- Vainqueur de la Coupe d'Iran en 2010 et 2011 avec le Persépolis Téhéran.